# Kania
Kania, biljni rod od 6 vrsta grmova i drveća iz porodice mirtovki, smješten u vlastiti tribus Kanieae, dio potporodice Myrtoideae.
Izvorni areal ovih vrsta su tropske kišne šume na Filipinima i Novoj Gvineji.

## Vrste
1. Kania eugenioides Schltr.
2. Kania hirsutula (F.Muell.) A.J.Scott
3. Kania microphylla (Quisumb. & Merr.) Paul G. Wilson
4. Kania nettotensis A.J.Scott
5. Kania platyphylla A.J.Scott
6. Kania urdanetensis (Elmer) Paul G.Wilson